# Размјена становништва између Грчке и Турске
Размјена становништва између Грчке и Турске (грч. Ἡ Ἀνταλλαγή, тур. Mübâdele) произашла је потписивањем конвенције о размјени становништва, потписане у Лозани 30. јануара 1923. од стране влада Грчке и Турске. Размјена је укључивала скоро 2 милиона становника (око 1,2 милиона Грка из Мале Азије, Источне Тракије, Трабзона, Кавказа и Понтијских планина, уз око 400.000 муслимана из Грчке), многи од њих су насилно направљени избјеглицама.
На крају 1922. већина Грка је побјегла из Мале Азије, због геноцида над Грцима (1914—1922) и пораза Грчке у Грчко-турском рату (1919—1923). Судећи по неким прорачунима, током јесени 1922, око 900.000 Грка је стигло у Грчку. Судећи по норвешком истраживачу, Фритјофу Нансену, од 900.000 Грка пристиглих у Грчку, 300.000 је било из Источне Тракије, док је 600.000 било из Мале Азије.
Размјена становништва је виђена од стране Турске као начин да формализују и за стално иселе Грке из Турске, док је Грчка конвенцију видјела као начин да задовољи територије које су напустили муслимани.
Размјена становништва или договорено узајамно искључење, није било базирано на језичкој или етничкој припадности, већ на религијској. Укључивало је готово све православне хришћане у Турској, укључујући и оне којима је турски матични језик, док је на другој страни, већина муслимана послата у Турску, укључујући и оне којима је грчки матични језик.

## Историјска позадина
Размјена становништва између Грчке и Турске је произишла као резултат Турског рата за независност. након што је Мустафа Кемал Ататурк заузео Смјарну, што је праћено распадом Османског царства 1. новембра 1922. вођени су вишемјесечни преговори, што је довело до потписивања формалног мировног споразума између Грчке и Турске пре 24. јула 1923. у Лозани. Двије недеље након споразума, Удружене снаге су предале Истанбул националистима, означивши потпуни одлазак окупацијске војске из Анадолије.
Дана 29. октобра 1923. Велика турска скупштина објавила је стварање Републике Турске, државе која ће обухватати већину територије које је освојио Кемал Ататурк 1920. На челу Турске била је Народна странка Кемала Ататурка, која је касније постала Републиканска народна партија. Завршетак рата за независност донио је нову управу у област, али и нове проблеме. Реконструкцију градова, од којих су многи били напуштени. Грчко-турски рат оставио је многа насеља урушена и опљачкана.
Након Балканских ратова, Грчка је скоро дуплирала своју територију и број становника је са око 3,7 милиона порастао на 4,8 милиона. Са новим анектираним територијама, број мањина у Грчкој порастао је на 13%, а након Првог свјетског рата порастао је на 20%. Већина етничке популације у анектираним територијама су били Муслимани, али нису сви били Турци. Ово се посебно истицало у погледу Албанаца који су насељавали албанску област Чамерија. Током разматрања одржаног у Лозани, изнесено је питање ко је Грк, Турчин и Албанац. Представници Грчке и Албаније су одлучили да Албанци у Грчкој, који су углавном живјели у сјеверозападном дијелу државе, нису сви помијешани и да се разликују од Турака. Влада у Анкари је ипак очекивала хиљаде људи из подручја Чамерије да стигну у Анадолију и да се настане у Ердеку, Ајвалику, Анталији, Сенкилеу, Мерсину и Адани. На крају, Грчка је одлучила да депортује хиљаде муслимана из Ларисе, Теспротије, Лангадаса, Драме, Водена, Сера, Едесе, Лорина, Кукешија, Кавале и Солуна. Између 1923 и 1930. прилив ових бјегунаца у Турску драматично је промијенио друштвену заједницу у Турској.

## Пут до размјене
Судећи по неким изворима, размјена становништва, иако неуредна и опасна за многе, обављена је веома брзо. Ако је циљ размјене био да се очисте етничке мањине, онда је то постигнуто и од стране Турске и од стране Грчке. На примјер, 1906. у данашњој Турској, било је 20% немуслимана, док их је 1927. остало само 2,7%.
Извршилац размјене био је Фритјоф Нансен, постављен од стране Лиге народа. Као први званични високи комесар за избјеглице, Нансен је предложен и изабран за надгледача размјене, узимајући у обзир интересе Грчке, Турске и сила западне Европе. Као искусни дипломата, са искуством у насељавању Руса и других бјегунаца након Првог свјетског рата, такође је креирао нови документ за путовање за бјегунце током рата, Нансенов пасош. Изабран је за главног надгледача током мировног споразума након Грчко-турског рата 1919–22. Иако принудна размјена становништва није покушана раније у модерној историји, на Балкану је извршена размјена становништва између Грчке и Бугарске 1919. Због заједничке одлуке влада Грчке и Турске да заштита мањина није довољна да побољша етничке тензије настале након Првог свјетског рата, размјена становништва је предложена као једино одрживо рјешење.
Судећи по представницима Анкаре, побољшање статуса мањина у Турској зависило је од искључења сваког вида страног мијешања и могућности провокације са стране. То је најефикасније могло бити постигнуто са размјеном и најбоља гаранција за сигурност и развој преосталих мањина након размјене, јесте да се испоштују и закон и либерална политика у Турској, која се односи на све заједнице чији чланови нису одступили са својих дужности као турски грађани. Размјена је такође била корисна и као одговор на насиље на Балкану, гдје је било милион Турака без хране и уточишта, а Европа и Америка нису показале никакво интересовање.
Размјена становништва је виђена као најбољи начин да се заштите мањине, али и као најрадикалније средство икада. Нансен је вјеровао да оно што је било на преговарачком столу у Лозани није национализам, већ питање које захтијева брзо и ефикасно рјешење, без икаквог одлагања. Сматрао је да економски проблеми грчких и турских избјеглица захтијевају највећу пажњу: „Оваква размјена ће обезбиједити Турској моментално најбоље услове са неопходном популацијом да настави експлоатацију обрадиве земље у областима које Грци напусте. Области у Грчкој са муслиманским становништвом створиће могућност повратка самоиздржавања за бјегунце концентрисане у градовима широм Грчке.”  Нансен је препознао да су тешкоће огромне, схватајући да размјена захтијева премјештај више од милион људи. Истакао је: „Искорјењивање тих људи са њихових домова, пребацивање у страну државу, регистровање, процјењивање и уништавање њихове индивидуалне имовине коју су оставили и обезбјеђивање исплате по вриједности имовине.”
Споразумом је обећано да ће имовина избјеглица бити заштићена и дозвољено им је да са собом слободно носе преносиве ствари. Речено је да ће ствари које неће бити ношене кроз Егејско море бити пописане на листу, која ће бити прослијеђена објема владама за накнаду. Након што је комисија постигла договор по питању ствари, требало је да се одреди укупна сума коју ће свако добити за своју непокретну имовину (куће, земља, кола итд.) Такође је обећано да ће им у новом насељу бити обезбијеђена иста имовина коју су оставили за собом. Грчка и Турска ће процијенити укупну вриједност ствари које су остале и разлику ће платити другој држави. Сва имовина која остане у Турској припада Турској и свака имовина која остане у Грчкој припада Грчкој. Због разлике у природи и броја популације, посједи који остану иза грчке елите у Анатолији су већи од посједа муслиманских фармера у Грчкој.
Амерички историчар Норман Нејмарк тврдио је да је овај споразум последњи дио кампање етничког чишћења, да се створи етнички чиста домовина за Турке. Историчар Дина Шелтон написао је слично, истичући да је споразум у Лозани комплетирао насилно избацивање Грка из Турске.

## Избјеглички кампови
Избјегличка комисија није имала користан план да прати пресељење. Допутовавши у Грчку са намјером да избјеглице настани у земљи, комисија није имала статистичке податке ни о броју избјеглица ни о доступном посједу. Када је комисија стигла у Грчку, Грчка влада је већ настанила око 72.581 фармерску породицу, углавном у Македонији, гдје су куће биле напуштене због размјене.
У Турској, имовина коју су Грци напустили, углавном је опљачкана од стране имиграната прије прилива имиграната из размјене становништва. Као резултат тога, било је тешко смјестити избјеглице у Анадолији, будући да су многе куће окупиране од стране људи који су због рата остали без дома, прије него је влада могла да их заплијени.

## Политичке и економске последице размјене
Више од милион избјеглица који су напустили Грчку након рата 1922, кроз различите механизме допринијели су уједињењу елите под ауторитарност у Грчкој и Турској. У Турској, области са јаком економском елитом, православним Грцима, оставили су доминанту турску елиту неизазвану. Настајуће бизнис групе, које су подржавале Слободну републиканску партију 1930-их, нису могле да продуже правило о једнопартијском систему без опозиције. Прелазак на вишепартијски систем зависио је од стварања јаке економске групе средином 1940-их, што је угушено због одласка средње и више економске класе Грка. Насупрот Турској, долазак избјеглица у Грчку је разбио доминантну монархију и стару политику повезану са републиканцима. На изборима 1920. већина придошлица подржала је Елефтериоса Венизелоса. Ипак, растуће жалбе избјеглица узроковале су да многи промијене своју лојалност у корист Комунистичке партије, што је допринјело расту комунистичке моћи. Као одговор на то, премијер Јоанис Метаксас је уз подршку краља распустио парламент и успоставио личну диктатуру 1936. На тај начин, размјена становништва је олакшала промјене у политичком режиму Грчке и Турске у међуратном периоду.
Велики број емиграната је умрло од епидемије болести током путовања и чекања на бродове за транспорт. Број умрлих током периода емиграције био је четири пута већи од броја рођених. Првих година по доласку, имигранти из Грчке нису били успјешни у економији, понијевши са собом само пољопривредне вјештине у производњи дувана. Ово је створило значајне економске губитке у Анадолији за нову Турску републику. Са друге стране, Грци који су отишли, били су способни радници, који су били вјерни транснационалној трговини, као прије капитулације Османског царства.

## Утицај на друге етничке народе
Док тренутне стипендије дефинишу грчко-турску размјену на вјерском нивоу, размјена становништва је била базирана на етничком нивоу. Размјена је легално омогућила и Грчкој и Турској да очисти етничке мањине и формира националну државу. Поред тога, религија је коришћена као легитиман фактор за означавање етничких група као Турке или Грке у размјени становништва. Као резултат тога у размјени су пресељени Православни Грци из Турске и Муслимани из Грчке. Ипак, због разноврсности природе тих бивших османских земаља, многе друге етничке групе су имале социјалну и правну основу да учествују у размјени. Међу њима, ту су били Протестанти и Католички Грци, Арапи, Албанци, Срби, Руси, Румуни, Бугари, грчки Муслимани из Македоније и Епира и Православни Грци којима је турски матични језик.
Разноврсна природа етничких група у Грчкој и Турској није се одражавала на успостављање критеријума договорених на преговорима у Лозани Ово је заведено у првом члану конвенције, у коме стоји:"од 1. маја 1923. одржаће се принудна размјена православних Грка турске националности, базираних у Турској и Муслимана Грчке националности базираних у Грчкој." Споразумом је дефинисана група на коју се размјена односи, Муслимани и Православни Грци. Ова класификација је праћена правилима милета, вјерске организације у Османском царству. У одсуству строге националне дефиниције, није било спремног доступног критеријума за допринос званичном одређивању идентитета након вјекова без националног поретка.

## Премјештање
Севрски споразум је наметнуо тешке услове Турској и већину Анадолије ставио под управу савезника и Грчке. Прихватање споразума од стране султана Мехмеда VI наљутило је турске националисте, који су успоставили супарничку владу у Анкари и реорганизовали турске снаге, са циљем да блокирају спровођење уговора. Падом царства 1922. влада у Анкари је осигурала већину и замијенила је османски султанат као доминантна влада у Анадолији. У свијетлу овог догађаја, одржана је мировна конвенција у Лозани, са циљем да склопи нови споразум, који ће замијенити Севрски. Позивницу да учествује у конвенцији добиле су обје владе, влада у Анкари и османска влада у Истанбулу, али након укидања султаната од стране владе у Анкари, 1. новембра 1922. и каснијег одласка султана Мехмеда VI из Турске, влада у Анкари је остала једина влада у Анадолији. Влада у Анкари, на чијем је челу био Мустафа Кемал Ататурк, брзо је почела да примјењује свој национални програм, који није дозвољавао присуство великог броја турских мањина у Западној Анадолији. Један од првих дипломатских актова, био је преговарање и потписивање конвенције о размјени становништва између Грчке и Турске, 30. јануара 1923, коју је потписао са Елефтериосом Венизелосом и владом Краљевине Грчке. Конвенција је имала ретроспективни утицај на пресељење становништва, које је настало након потписивања декларације о Првом балканском рату, 18. октобра 1912.
У вријеме кад је размјена почела, 1. маја 1923, већина пријератног грчког становништва из Егејске Турске је већ побјегла. Размјена је укључивала преостале Грке у Централној Анадолији, Понта и Карса, укупно 189.916. Укупан број хришћана који су побјегли у Грчку је око 1,2 милиона, од чега је већина побјегла 1922, прије потписивања конвенције.  354.647 Муслимана је било укључено.
Уговором је само ратификовано оно што је већ било извршено над Грчким и Турским становништвом. Од 1,2 милиона Грка укључених у размјену, само је око 150.000 пресељено након споразума, већина је већ била побјегла, заједно са Грчком војском пораженом у Грчко-турском рату (1919–1922), док су други побјегли са обала Смјарне Једнострана имиграција Грчког становништва, која је већ била у напредној фази, претворена је у размјену становништва, под међународнин легалним гаранцијама.
У Грчкој, ово је сматрано дјелом догађаја названих Катастрофа Мале Азије. Значајне имиграције су се већ десиле пратећи Први балкански рат, Први светски рат и Турски рат за независност. Ово укључује размјену и искључење око 350.000 муслимана (углавном грчких муслимана) из Грчке и око 1,2 милиона Грка из Мале Азије, Источне Тракије, Трабзона и Понтијских планина и из Карске области у Закавказју, који нису били напустили област одмах након Првог свјетског рата.
Конвенција је погодила скоро све православне Грке из Мале Азије, укључујући и Грке из Средње Анадолије, Измира, области Понт, бивше руске закавкаске провинције Карс, Бурсе и других области које су званично денатурализоване из турске територије. Тај број је износио око пола милиона, а у конвенцију су додати Грци који су напустили Турску прије потписивања уговора. Око 350.000 људи је искључено из Грчке, углавном турски муслимани, као и грчки муслимани, румунски, Албанци и денменски Јевреји.
У вријеме када је одржана конференција у Лозани, већина Грка је већ напустила Анадолију, остало је ијо 200.000 након што се Грчка војска повукла из области. Са друге стране, муслиманско становништво у Грчкој, које није било укључено у сукоб Грчке и Турске, било је готово недирнуто.

## Последице
Турци и други муслимани из Западне Тракије су били изузети од размјене, као и Грци у Константинопољу и Егејским острвима, Имбросу и Тенедосу. Грцима који су напустили ове области прије размјене, посебно Истанбул, није дозвољено да се врате након рата.
Република Турска је 1932. спровела низ казнених мјера, донесених у парламенту, којима је Грцима забрањено бављење 30 послова, од кројача и столара до бављења медицином, правом и многим другим пословима, што је изазвало редукцију грчког становништва у Истанбулу, Имбросу и Тенедосу.
Већина имовине остављене од стране Грка који су учествовали у размјени, заплијењена је од стране турске владе, означивши их напуштеним. Имовина је заплијењена тако што су власници означени као „бјегунци” пред законом. Додатно, имовина многих Грка је проглашена као нетражена и власништво је стога припало држави. Највећи дио имовине грчког становништва је продато од стране турске владе. Под комитет који је функционисао под окриљем Комитета за напуштену имовину, укинуо је верификацију особа које требају да буду размијењени, са циљем да настави продају напуштене имовине.
Порез Варлик вергиси уведен је 1942, за све немуслиманско становништво и служио је да додатно редукује економски потенцијал грчких бизнисмена у Турској. Истанбулски погром 1955. који је био усмјерен против Грка, Јевреја и Јермена убрзао је емиграцију Грка, редукујући број Грка са 200.000 1924. на 2.500 2006. године. Као потпуни контраст, турска заједница у Грчкој се повећала на скоро 140.000
Профил становништва на Криту је значајно измијењен. Грчки и турски муслимани су се преселили углавном на анадолијске обале, као и у Сирију, Либан и Египат. Грци из Мале Азије, углавном из Измира, доселили су се на Крит, доносећи тамо свој дијалекат и обичаје.
Судећи по новинару Брусу Кларку, лидери Грчке и Турске, као и кругови у међународној заједници, видјели су резултат хомогенизације њихових држава као позитиван и стабилан, пошто је размена помогла јачању националне природе у ове двије државе. Депортација је донијела значајне изазове: Социјалне, као што је пресељење са једног мјеста на друго и напуштање доброг породичног посла. Државе су се такође суочиле и са другим изазовима. Иако деценију касније, ужурбан развој дјелова Атине, стамбених зграда које су се брзо одразиле на буџет, док је пристизало становништво из Мале Азије. До данас, Турска и Грчка и даље имају села, као што је Кајакој, која су остала напуштена након размјене.